# Deus É Mais
Deus É Mais é um EP da banda brasileira Novo Som, lançado em 14 de dezembro de 2018 pela gravadora Universal Music, sob produção musical do tecladista Mito Paschoal.

## Lançamento e recepção
| Críticas profissionais | Críticas profissionais |
| Avaliações da crítica  | Avaliações da crítica  |
| Fonte                  | Avaliação              |
| ---------------------- | ---------------------- |
| Super Gospel           | [ 3 ]                  |

Deus É Mais foi lançado nas plataformas digitais em dezembro de 2018 e não recebeu versão em formato físico. O disco recebeu avaliações negativas da mídia especializada. Com cotação de duas estrelas de cinco, o Super Gospel afirmou que o álbum "parece ter sido produzido nas sessões de Estação de Luz", disco da banda lançado em 2009.

## Faixas
1. Tocha Humana (Instrumental by Mito Pascoal)
2. Deus É Mais (Anderson Freire)
3. Seguindo o Caminho (Michael Sullivan & Anayle Sullivan)
4. Um Motivo pra Sorrir (Jill Viegas)
5. Alto Mar (Joey Summer)

## Participações Especiais
Backing Vocal na faixa 02: Wallace Lopes e Mito
Guitarra na faixa 05: Joey Summer
Solo de guitarra na faixa 02: Thiago Moura
Baixo na faixa 03: Charles Martins